# Bajok

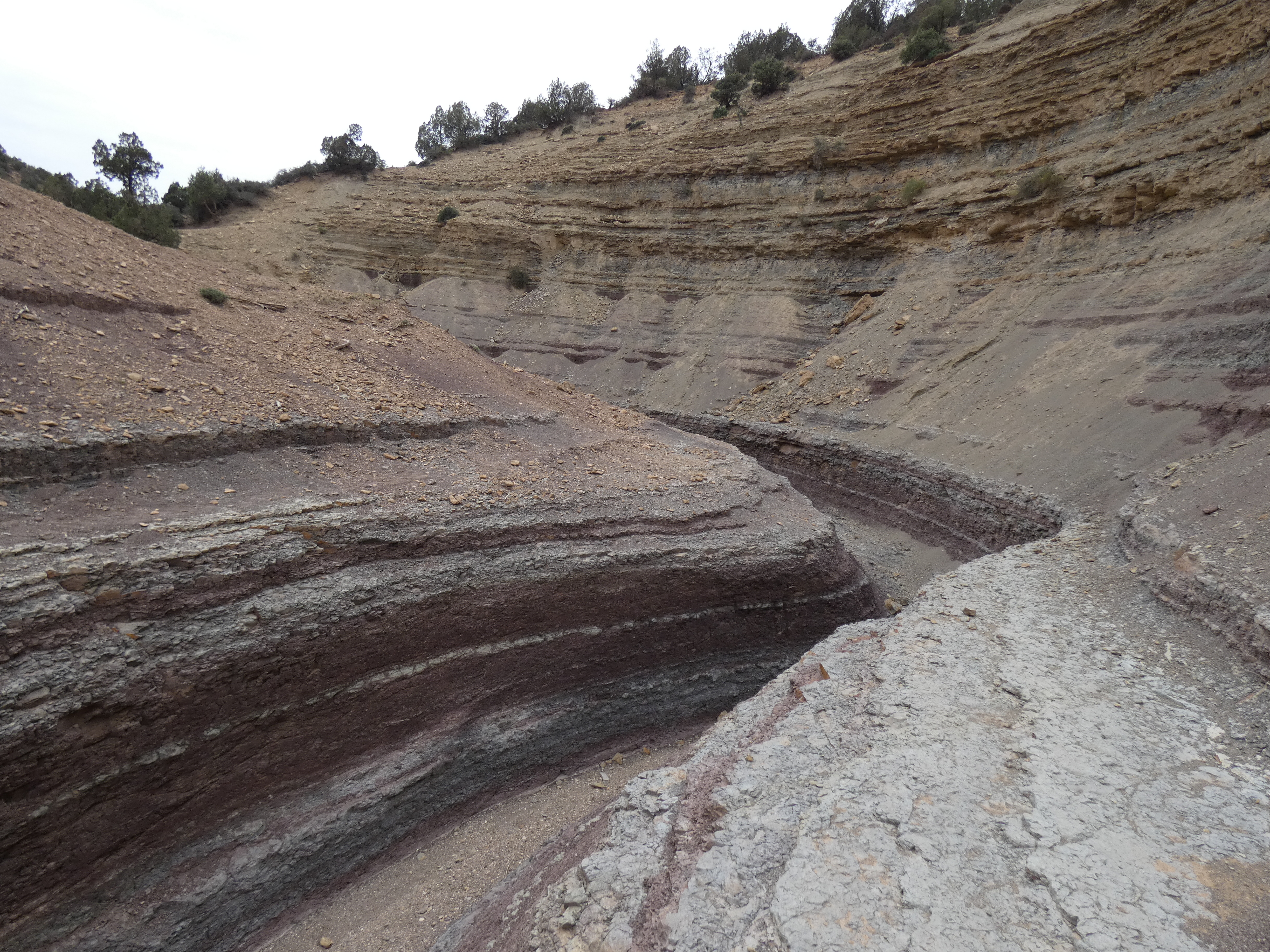
Výchozy marockého souvrství El Mers I, spadající do období bajoku.

Bajok je časová jednotka v geologických vědách, označující geologický věk (chronologická jednotka) a stupeň (stratigrafická jednotka) v období střední jury. K roku 2025 je toto období v dějinách planety Země datováno na 170,9 (± 0,8) až 168,2 (± 1,2) milionu let před současností. Jedná se tedy o období dlouhé přibližně 2,7 milionu let, což odpovídá spíše kratším věkům/stupním druhohorní éry. Tomuto stupni předchází stupeň aalen a následuje po něm stupeň bathon.

## Historie
Název bajok (angl. Bajocian) odvozuje svůj původ z latinského slova Bajocae, kterým staří Římané označovali dnešní francouzské město Bayeux v Normandii. Toto jméno zanesl do vědecké literatury poprvé roku 1842 francouzský paleontolog Alcide d'Orbigny. Spodní hranicí (bází) tohoto období ve stratigrfickém pojetí je první výskyt amonita druhu Hyperlioceras, svrchní hranicí je pak ve stratigrafickém sloupci první výskyt amonita druhu Parkinsonia (Gonolkites) convergen. Globální referenční profil pro bázi tohoto období se nachází u portugalského mysu Cabo Mondego (lokalita Murtinheira).

## Fauna
V průběhu celé jurské periody dominovali na souších dinosauři. Ze známých geologických souvrství tohoto období, ve kterých nalézáme četné fosilie dinosaurů, je třeba zmínit například marockou geologickou skupinu El Mers, z níž známe například vývojově starobylé formy zástupců skupiny Thyreophora (rody Adratiklit, Thyreosaurus a Spicomellus), ačkoliv pocházejí pravděpodobně až z následujících geologických období bathonu a callovu. Na území Ruské federace spadá do období bajoku například geologické souvrství Itat, z něhož známe vývojově primitivního tyranosauroida rodu Kileskus a dosud nepopsané zástupce čeledi Mamenchisauridae a kladů Stegosauria a Heterodontosauridae. V Číně spadá do tohoto období například souvrství Ja-nan, z něhož byl popsán dikreosauridní sauropod rodu Lingwulong (podle některých údajů ale možná spadá až do pozdějšího období bathon). Dalším čínským souvrstvím z tohoto období je souvrství Čchuan-ťie (Chuanjie), z něhož byli popsáni například sauropodi Analong a Chuanjiesaurus a dále teropod Shidaisaurus. V Evropě spadá do tohoto období například anglické souvrství Inferior Oolite, z něhož jsou známí teropodní dinosauři rodů Duriavenator, Magnosaurus nebo Megalosaurus. Ze souvrství Rutland je zase známý sauropod Cetiosaurus.
Ve vzdušných ekosystémech dominovaly v tomto období také mnohé formy pterosaurů  a převážně dravých mořských plazů různých tvarů a velikostí, zejména pak ze skupiny plesiosaurů. Mezi ty patřil například rod Maresaurus z Argentiny nebo Lorrainosaurus objevený ve Francii.